# Hans Munk Hansen
Hans Munk Hansen (født 6. oktober 1929 i Rinkenæs, død 20. maj 2021) var en dansk arkitekt og professor emeritus i restaurering ved Kunstakademiets Arkitektskole. Han var mester for mange byggerier uden for Danmarks grænser, særligt i Mellemøsten og Middelhavslandene, og havde desuden en omfattende skribentvirksomhed bag sig.

## Karriere
Munk Hansen blev født 1929, kom i håndværkerlære 1947-50 (4 halvår som murer og tømrer), var i bygningskonstruktørskole i Sønderborg og Haslev 1947-51 og studerede ved Kunstakademiets Arkitektskole i København under professorerne Kay Fisker og Edvard Thomsen) fra 1952, og indtil han tog afgang som arkitekt 1955.
Han oprettede en tegnestue i Teheran, Iran 1955-62 og samarbejdede med Jørn Utzon 1959-61. Dernæst drev han arkitektvirksomhed i Beirut, Libanon fra 1962 og havde derefter egen tegnestue i København fra 1965. Han blev lektor på Kunstakademiets Arkitektskoles afdeling for arkitekturhistorie 1967 og professor ved samme med restaurering som særligt fagområde 1986.
Munk Hansen var på rejse i Grækenland, Tyrkiet, Syrien, Jordan, Egypten, Libyen, Tunesien, Algeriet, Spanien 1954. Han opholdt sig i Iran 1955-62 og i Libanon 1962-65. Han var i Sovjetunionen 1964, og på 22 studierejser for Kunstakademiet til Middelhavslandene, Iran, Irak, Indien og Nepal i årene 1965-85. Han har desuden været i Asien, Afrika, Nordamerika, Grønland og Kina i forbindelse med arkitektopgaver 1965-92, i New York og på de tidligere danske vestindiske øer 1971.

## Tillidshverv og hæder
Han var medlem af Byggeriets Udviklingsråds (BUR) delegation til Fjernøsten 1979, medlem af Boligministeriets bygningsplejeråd fra 1986, medlem af Det Særlige Kirkesyn for Roskilde Domkirke 1987-92, medlem af samme for Kalundborg Kirke fra 1988, af samme for Vor Frelsers Kirke på Christianshavn, for Christians Kirke i København fra 1991.
Desuden var han medlem af Det Særlige Bygningssyn 1987-91, dansk repræsentant ved generalforsamlingen i ICCROM, Rom 1988, 1990 og 1992, medlem af Miljøministeriets bygningskulturudvalg 1989-90, arkitekt for Roskilde Domkirke fra 1992 og formand for Den danske nationalkomité for ICOMOS fra 1990.
Han har modtaget en pris fra Tuborgfondet 1954, Europa Nostras Diplom 1981, Københavns Kommunes præmie for smukt byggeri 1986, Eckersberg Medaillen 1988, pris fra Non Nobis Fonden 1991, pris fra Kronprins Frederiks Fond 1992 samt C.F. Hansen Medaillen 2000. Han blev Ridder af Dannebrog 4. februar 2000, og i 2012 kom han på finansloven.

## Udstillinger
- Louisiana Museum for Moderne Kunst 1964
- Charlottenborg Forårsudstilling 1978 og 1981
- Charlottenborg Efterårsudstilling 1984
- Praktiserende arkitekters (PAR) jubilæumsudstilling, Københavns Rådhus 1985
- 25 års dansk arkitektur hjemme og ude, Gammel Dok Arkitekturcenter 1986
- The Danish Way, danske arkitekters arbejder i udlandet 1985-88, sammesteds 1988
- Le Danemark, L'art de bâtir (vandreudstilling) 1990

## Værker
- Boligbebyggelse ved Den persiske Golf (1956)
- Indretning af dansk ambassade, Teheran, Iran (1958)
- Nationalbank, Teheran (1958, sammen med Jørn Utzon)
- 5 bankfilialer i iranske provinsbyer (1961-62)
- Tæppelager i Isfahan, Iran (1961-62)
- 2 feriebyer på øen Jerba, Tunesien (1968-71)
- 3 safari lodges, Uganda (1968-71)
- Turistplanlægning af Ghanas kyst (1974, Danida-projekt sammen med Hoff & Overgaard)
- Ferieby på Malta (1975-77, Dansk Folkeferie)[3]
- Typeboliger i Saudi Arabien (1975-77)
- Kystplanlægning i Gambia (1975-77)
- Typeprojekter for tekniske skoler i Bangladesh (1978-79)
- Teknisk uddannelsescenter i Algeriet (1978-79, sammen med Vilhelm Wohlert)
- Boligbebyggelse, Iran (1978-79)
- TV-byens børnehave, Gladsaxe (1978-79)
- Planlægning på Maldiverne (1980-82, sammen med Dangroup)
- Ferieby og kongrescenter ved Middelfart (1980-82)
- Typeprojekt for skoler i Algeriet (1980-82)
- Medicinsk forsknings- og uddannelsescenter i Peking, Kina (1983-85)
- Typeprojekter til boliger i Malaysia (1983-85)
- Renovering og ombygning af hotel på Tenerife (1983-85)
- Planlægning af boligbebyggelse på Antiquà, Vestindien (1983-85)
- Planlægning i Pagan, Burma (1986-88, sammen med Hoff & Overgård)
- Ferieby ved Meia Preia, Portugal (1986-88)

### Restaureringsarbejde
- Restaurering af Det Gule Pakhus, København (1978-79)
- Restaurering og nyindretning af Købmagerhus, København (1983-85)
- Restaurering af Sankt Petri Kirke, Nørregade, København (1989-92, og 1994-99 for Slots- og Ejendomsstyrelsen)
- Restaurering og nyindretning af hovedbygningen til Skjoldenæsholm (1989-92)
- Deltagelse i restaureringsarbejde for Kunstakademiet: Madrasa el-Gawhariye i Cairo, Egypten (1980-83), Hadjigeorgakis hus i Nicosia, Cypern (1984-86), Sanaa, Yemen (fra 1990)
- Tilbygning til hus fra ca. 1850, Stenholm, Strandvejen 290 A, Skovshoved

### Udstillingsarkitektur
- Danmarksudstilling i Beirut, Libanon (1968-71)
- Udstilling om Persien på Nationalmuseet, København 1974

### Skriftlige arbejder
- Arkitekten 10, 1967, 213-21 (Islamisk arkitektur)
- Arkitekten 12, 1967, 255-64 (Mellemøsten)
- Arkitekten 14, 1967, 301-10 (Mongoler og timurider)
- Arkitekten 20, 1967, 449- 62 (Safavidernes Isfahan)
- Arkitekten 7, 1968, 153-56 (Bystruktur i Persien)
- Arkitekten 21, 1983, 421-23 (Cairo, rids af byens historie)
- Arkitekten 4, 1983, 156-64 (Teknisk uddannelsescenter, Algeriet)
- Arkitekten 5, 1983, 209-14 (Gule Pakhus, København)
- Arkitekten 3, 1984, 104-08 (Cairo, byen og dens bygninger)
- Arkitekten 8, 1987, 378 (Gustmeyers Gård, også i Arkitektskolens nytårsskrift)
- Bidrag til: Nationalmuseets bog om Persien, 1971.
- Arkitekt i fire verdensdele, Forlaget Vandkunsten 2011. ISBN 9788776952518